# Bruchidius bernardi
Bruchidius bernardi là một loài bọ cánh cứng trong họ Bruchidae. Loài này được Delobel & Anton miêu tả khoa học năm 2004.